# Corinne Bodmer
Corinne Bodmer (Lausana, 23 de septiembre de 1970) es una deportista suiza que compitió en esquí acrobático, especialista en las pruebas de baches.
Ganó dos medallas en el Campeonato Mundial de Esquí Acrobático, plata en 2001 y bronce en 1999.

## Medallero internacional
| Campeonato Mundial | Campeonato Mundial | Campeonato Mundial | Campeonato Mundial |
| Año                | Lugar              | Medalla            | Competición        |
| ------------------ | ------------------ | ------------------ | ------------------ |
| 1999               | Meiringen (Suiza)  | Medalla de bronce  | Baches             |
| 2001               | Whistler (Canadá)  | Medalla de plata   | Baches en paralelo |